# Marie-Antoinette (film, 2006)
Cet article concerne le film de Sofia Coppola. Pour le film de W.S. Van Dyke, voir Marie-Antoinette.
Pour les articles homonymes, voir Marie-Antoinette.
Pour plus de détails, voir Fiche technique et Distribution.
Marie-Antoinette est un film américain écrit et réalisé par Sofia Coppola et sorti en 2006.
L'ouvrage d'Évelyne Lever, Marie-Antoinette : la Dernière Reine (2000), devait à l'origine être la base du film, mais finalement Sofia Coppola porta son dévolu sur le livre d'Antonia Fraser, Marie-Antoinette : The Journey (2001), comme base pour son adaptation. Il s'inspire très librement de la vie de Marie-Antoinette, archiduchesse d'Autriche, dauphine puis reine de France, par son mariage avec le futur Louis XVI. Le film conte sa vie d'avril 1770 aux journées des 5 et 6 octobre 1789.
Le film est présenté en compétition pour la Palme d'or au Festival de Cannes 2006, il y reçoit le prix de l'Éducation nationale. En France, il est bien accueilli par la critique et par le public : avec 1,2 million d’entrées, il se classe 37e au box-office.

## Synopsis
Marie-Antoinette, la plus jeune des filles de l'impératrice Marie-Thérèse d'Autriche, est une jeune archiduchesse belle, charmante et naïve. En 1770, étant la seule des filles de l'impératrice à ne pas encore être mariée et à l'âge de seulement quatorze ans, elle est envoyée en France par sa mère pour épouser le dauphin du royaume, le futur Louis XVI, afin de conclure une alliance entre les deux pays rivaux. À son arrivée en France, Marie-Antoinette est débarrassée de tous ses souvenirs d'Autriche, y compris son chien de compagnie, et rencontre le roi Louis XV ainsi que Louis-Auguste, son futur mari. Ils arrivent au château de Versailles, où ils se marient. Ils sont encouragés à produire un héritier au trône le plus rapidement possible, mais le lendemain, il est reporté au roi que rien n'est arrivé lors de leur nuit de noces.

Marie-Antoinette et ses enfants par Élisabeth Vigée Le Brun, 1787.

Le temps passe et Marie-Antoinette trouve la vie à la cour de Versailles étouffante. Parce qu'elle est étrangère, les courtisans la méprisent et la blâment de ne pas produire un héritier, même si la faute revient à son mari, qui refuse de consommer leur mariage. Elle apprend vite que la cour française est férue de commérages, et n'hésite pas à froisser les esprits en défiant sa formalité rituelle : elle refuse par exemple de parler et même de rencontrer Madame du Barry, la maîtresse de Louis XV. Pendant plusieurs années, Marie-Thérèse d'Autriche continue d'écrire des lettres à sa fille en lui donnant des conseils sur la manière d'impressionner et séduire le dauphin. Les tentatives de Marie-Antoinette pour consommer le mariage restent cependant vaines et le mariage reste sans enfant. Marie-Antoinette passe la plupart de son temps à acheter des vêtements extravagants et à jouer à des jeux d'argent. Après un bal masqué, Marie-Antoinette et Louis-Auguste apprennent que le roi se meurt de la variole. Il ordonne à Madame du Barry de quitter Versailles. Après la mort de son grand-père le 10 mai 1774, Louis XVI est couronné roi de France à dix-neuf ans et Marie-Antoinette reine de France à dix-huit ans.
Joseph II, empereur du Saint-Empire et frère de Marie-Antoinette, rend visite à cette dernière et la conseille de cesser d'organiser des fêtes à outrance, conseils qu'elle ignore. Joseph II rencontre Louis XVI à la Ménagerie royale de Versailles et lui apprend les mécaniques de l'acte sexuel à travers une métaphore que Louis XVI, féru de serrurerie, apprécie. Peu après, Louis XVI et Marie-Antoinette consomment enfin leur mariage et, le 19 décembre 1778, Marie-Antoinette donne naissance à Marie-Thérèse de France. Pendant l'enfance de sa fille, Marie-Antoinette passe la plupart de son temps au Petit Trianon et commence une liaison amoureuse avec Axel de Fersen. Alors que la situation financière du pays s'envenime et que les révoltes se multiplient, l'image publique de Marie-Antoinette se détériore : son mode de vie luxurieux et son indifférence face aux problèmes des Français lui valent le surnom de "Madame Déficit".
La reine prend en maturité et oublie de plus en plus son image sociale pour se concentrer sur sa famille et fait ce qu'elle pense être des ajustements financiers importants. Un an après la mort de sa mère, le 29 novembre 1780, Marie-Antoinette donne naissance à Louis-Joseph de France le 22 octobre 1781, puis à Louis-Charles de France le 27 mars 1785 et à Sophie de France le 9 juillet 1786, qui meurt le 19 juin 1787, un mois avant son premier anniversaire. Alors que la Révolution française se met en place et que la Bastille est attaquée, la famille royale, contrairement au reste de la cour, décide de rester en France. Cependant, les révoltes forcent la famille à quitter Versailles pour Paris. Le film se termine sur le transfert de la famille royale au palais des Tuileries et sur la chambre de Marie-Antoinette dévastée par les sans-culottes.

## Fiche technique
- Titre : Marie-Antoinette
- Réalisation : Sofia Coppola
- Scénario : Sofia Coppola, d'après l'œuvre d'Antonia Fraser
- 1er assistant réalisateur : Christophe Cheysson
- Réalisateur de 2e équipe : Roman Coppola
- Photographie : Lance Acord
- Montage : Sarah Flack
- Musique : Brian Reitzell
- Son : Richard Beggs
- Costumes : Milena Canonero
- Décors : K.K. Barrett, Véronique Mélery
- Direction artistique : Anne Seibel
- Régisseur général : Martin Jaubert
- Directrice du casting : Antoinette Boulat, Karen Lindsay-Stewart
- Scripte : Eva Z. Cabrera
- Photographe de plateau : Leigh Johnson
- Chorégraphe : Corinne Devaux
- Consultants : Evelyne Lever, Jacques Charles-Gaffiot
- Producteurs : Sofia Coppola, Ross Katz
- Coproducteur : Callum Greene
- Producteurs exécutifs : Francis Ford Coppola, Paul Rassam, Fred Roos, Matthew Tolmach
- Directrice de production : Christine Raspillère
- Société de production : Columbia Pictures, American Zoetrope, Tohokushinsha Film Corporation
- Société de distribution : Columbia Pictures, Pathé
- Budget : 40 000 000 $
- Box-office : 60 917 189 $
- Pays de production :  États-Unis,  France,  Japon
- Langues : anglais, latin, français
- Genre : drame, historique, biographique
- Durée : 123 minutes
- Dates de sortie :
  - France : 24 mai 2006
  - États-Unis : 20 octobre 2006

## Distribution
- Kirsten Dunst (VF : Chloé Berthier ; VQ : Aline Pinsonneault) : Marie-Antoinette
- Jason Schwartzman (VF : Emmanuel Guttierez ; VQ : Philippe Martin) : Louis XVI
- Jago Betts, Axel Küng et Driss Hugo-Kalff: Louis-Charles de France
- Judy Davis (VF : Sophie Deschaumes ; VQ : Diane Arcand) : la comtesse de Noailles
- Steve Coogan (VF : Laurent Montel ; VQ : Daniel Picard) : Florimond de Mercy-Argenteau
- Rip Torn (VF : Michel Fortin ; VQ : Manuel Tadros) : Louis XV
- Rose Byrne (VF : Agathe de La Boulaye ; VQ : Violette Chauveau) : la duchesse de Polignac
- Asia Argento (VF : Olivia Dalric ; VQ : Pascale Montreuil) : la comtesse du Barry
- Molly Shannon (VF : Gaëlle Hausermann ; VQ : Valérie Gagné) : Madame Victoire
- Shirley Henderson (VQ : Mélanie Laberge) : Madame Sophie
- Danny Huston (VF : Philippe Vincent) : Joseph II
- Marianne Faithfull (VF : Yvette Petit ; VQ : Élizabeth Chouvalidzé) : Marie-Thérèse d'Autriche
- Jamie Dornan (VF : Jean-Christophe Laurier) : le comte de Fersen
- Tom Hardy : Raumont
- Al Weaver : le comte d'Artois
- Mary Nighy : la princesse de Lamballe
- Sebastian Armesto : le comte de Provence
- Io Bottoms : une dame de compagnie
- Céline Sallette : une dame de compagnie
- Aurore Clément (VF : elle-même) : la duchesse de Chartres
- Guillaume Gallienne (VF : lui-même) : le comte de Vergennes
- Jean-Christophe Bouvet (VF : lui-même) : le duc de Choiseul
- James Lance : Léonard
- Mathieu Amalric (VF : lui-même) : un homme au bal masqué
- André Oumansky : Charles Antoine de La Roche-Aymon
- Jean-Paul Scarpitta (VF : lui-même) : le baron Scarpitta
- René Lucien Rolland : l'archevêque
- Clémentine Poidatz (VF : elle-même) : la comtesse de Provence
- Camille Miceli : le Grand Chambellan
- Paul Fortune : le duc Fortune
- Natasha Fraser-Cavassoni : la comtesse de Cavazzoni
- Katrine Boorman : la duchesse anglaise
- Sarah Adler : la comtesse d'Artois
- Jean-Marc Stehlé (VF : lui-même) : Joseph-Marie-François de Lassone
- Francis Leplay : Docteur Delivery Provence
- Carlo Brandt : le jardinier du château
- Scali Delpeyrat (VF : lui-même) : le docteur accoucheur
- Dominic Gould : un comte
- Alexia Landeau (VF : elle-même) : la comtesse de la Londe
- Gaëlle Bona (VF : elle-même) : la fille au Petit Trianon

## Production

### Lieux de tournage
Le tournage se fait en grande partie au château de Versailles, les lundis et la nuit afin de ne pas perturber les visites. La location du lieu coûte 300 000 euros et ne présente aucun endroit inédit dans un film. Le tournage se déroule dans la chapelle du château de Versailles, le salon d’Hercule, la galerie des Glaces et le salon de la Paix, l'escalier de la Reine, la galerie de Pierre, la galerie basse, ainsi que le théâtre de la Reine pour les intérieurs et dans la cour de Marbre, le hameau de la Reine, autour du Petit Trianon et du pavillon français pour les extérieurs, complétés par des prises faites aux fenêtres et balcons de la chambre du Roi et de la fenêtre centrale de la galerie des Batailles. Les jardins et le parc sont aussi utilisés.
Le tournage se fait également dans d'autres châteaux : le château de Millemont, le château de Champs-sur-Marne,, le château de Vaux-le-Vicomte, le château de Dampierre et le château de Pontchartrain. D'autres lieux sont utilisés, notamment l'hôtel de Soubise, l'hôtel de Béhague, l'opéra Garnier, l'Opéra-Comique et l'hôtel de Toulouse. Certaines pièces inadaptées aux tournages, notamment le petit appartement de la reine et la chambre de la Reine, sont reconstitués aux studios de Bry-sur-Marne.

Costumes du film, lors de l'exposition Marie-Antoinette, métamorphoses d’une image en 2019
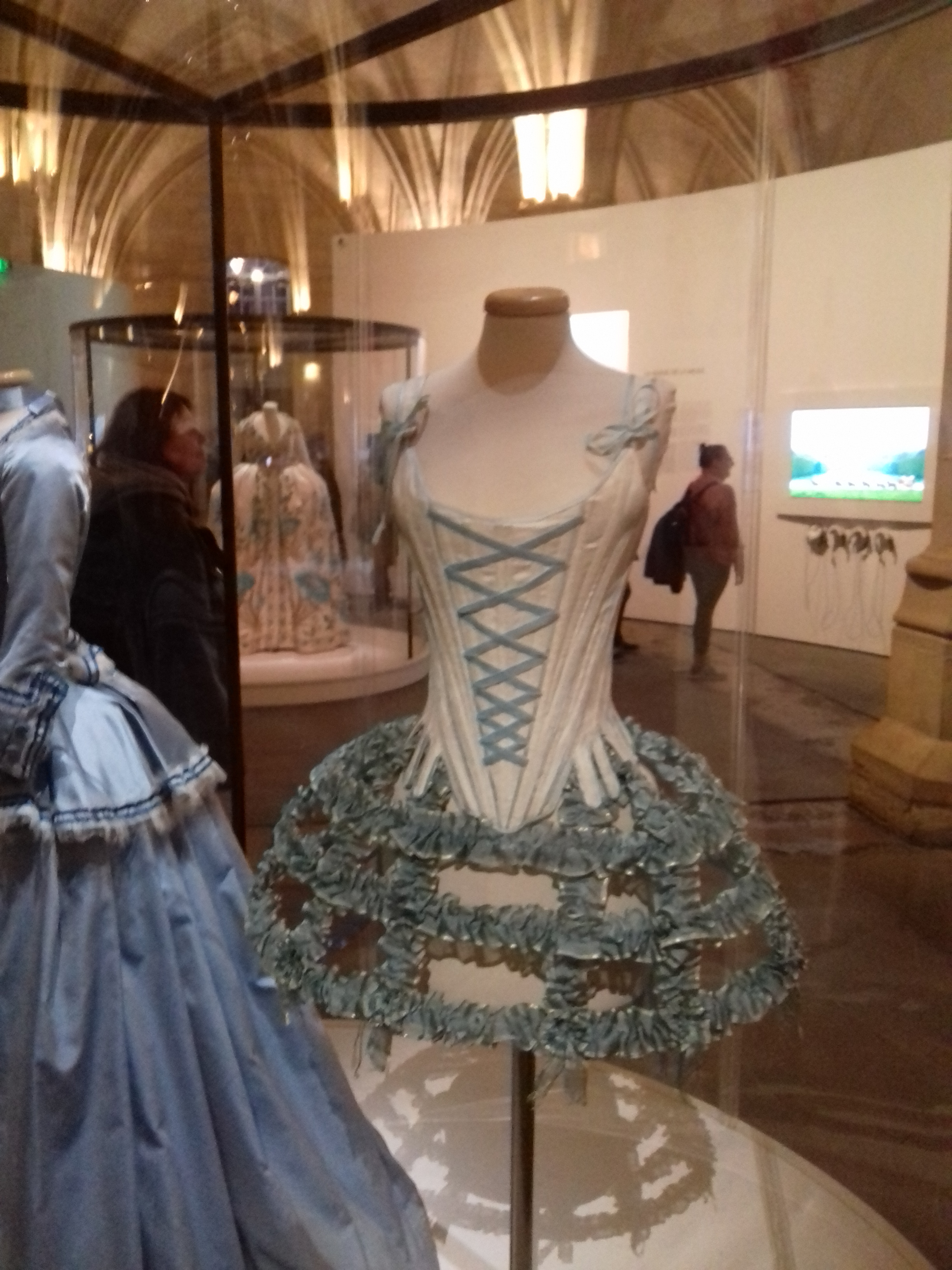
Lingerie intime.
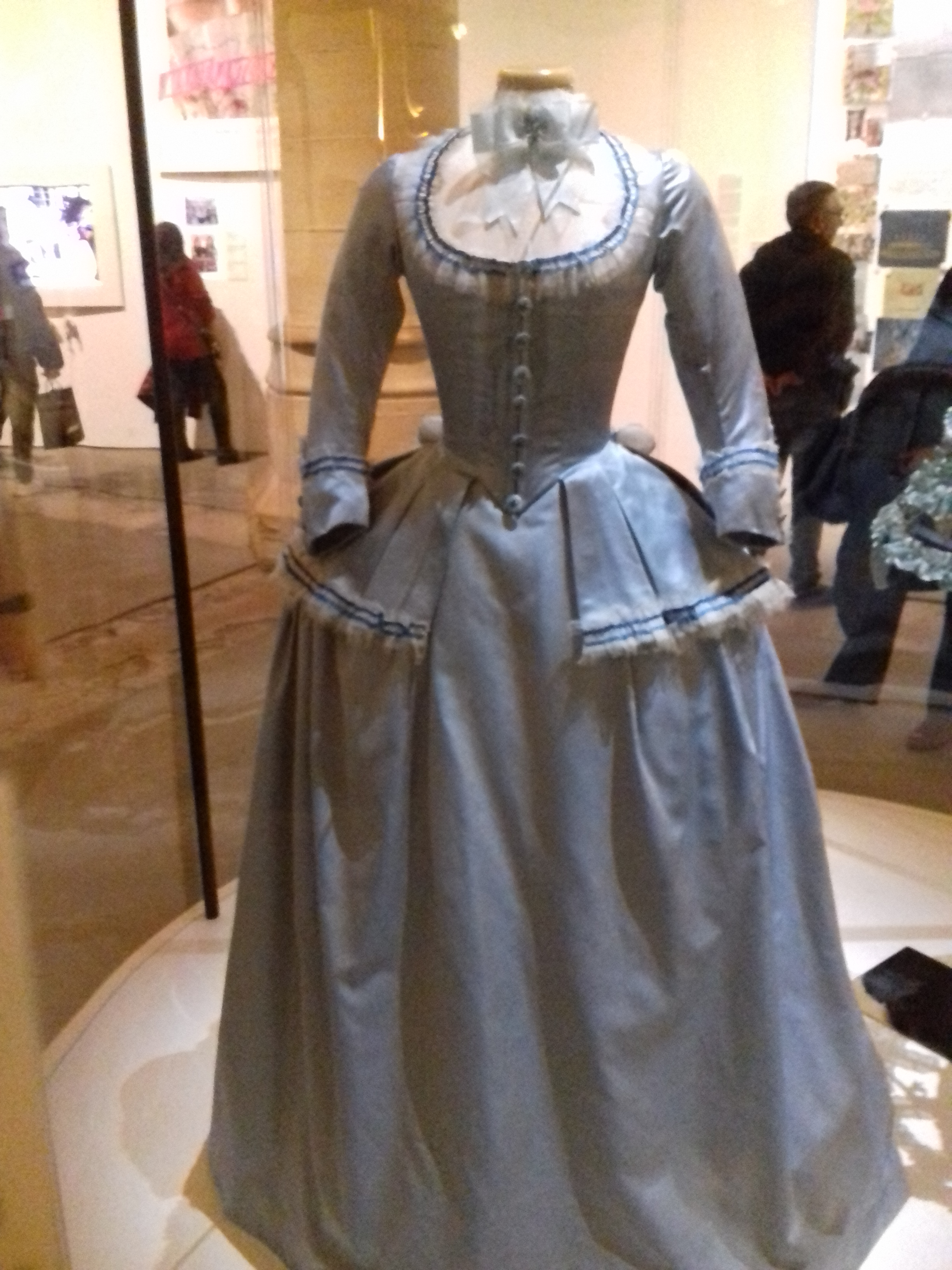
Costume de voyage.

## Bande originale
La bande originale du film mêle les registres "new wave" (avec des groupes des années 1980, tels que : Bow Wow Wow, Siouxsie and the Banshees, ou encore New Order) et "classique", avec François Couperin, Antonio Vivaldi, Jean-Philippe Rameau et Domenico Scarlatti. Quelques groupes plus récents y figurent également, comme Air et The Strokes. Le lien entre les époques est enfin réalisé par la présence d'artistes de musique contemporaine, comme Dustin O'Halloran et Aphex Twin.
Le "teaser" et la bande-annonce du film étaient accompagnés de chansons du groupe New Order (Age of consent et Ceremony). Cet anachronisme délibéré est, selon la réalisatrice, en adéquation avec l'adolescence des personnages. Le premier air d'opéra visible dans le film, à la suite duquel Marie-Antoinette incite l'auditoire à applaudir, est l'Air de la Folie (Aux langueurs d'Apollon Daphné se refusa…), de l'opéra Platée de Jean-Philippe Rameau (acte II, scène 5).

### Liste des titres[12]
Disque 1
1. Hong Kong Garden (orchestral intro) – Siouxsie and the Banshees / Reitzell
2. Aphrodisiac – Bow Wow Wow
3. What Ever Happened – The Strokes
4. Pulling our Weight – The Radio Dept.
5. Ceremony – Ian Curtis / New Order
6. Natural's Not in It – Gang of Four
7. I Want Candy (Kevin Shields remix) – Bow Wow Wow
8. Kings of the Wild Frontier – Adam and the Ants
9. Concerto en sol majeur pour cordes et basse continue RV 151, Alla rustica – Antonio Vivaldi / Roger Neill
10. The Melody of a Fallen Tree – Windsor for the Derby
11. I Don’t Like it Like This – The Radio Dept
12. Plainsong – The Cure

Disque 2
1. Intro Versailles – Beggs / Reitzell
2. Jynweythek ylow – Aphex Twin
3. Opus 17 – Dustin O'Halloran
4. Il secondo giorno (instrumental) – Air
5. Keen On Boys – The Radio Dept.
6. Opus 23 – Dustin O'Halloran
7. Les barricades mystérieuses – François Couperin / Patricia Maibee
8. Fools Rush In (Kevin Shields remix) – Johnny Mercer / Bow Wow Wow
9. Avril 14th – Aphex Twin
10. K. 213[13] – Domenico Scarlatti / Patricia Mabee
11. Tommib help buss – Squarepusher
12. Tristes apprêts, pâles flambeaux[14] – Jean-Philippe Rameau / Agnès Mellon / William Christie / Les Arts Florissants
13. Opus 36 – Dustin O'Halloran
14. All Cats Are Grey – The Cure

## Accueil

### Accueil critique
Sur l'agrégateur américain Rotten Tomatoes, le film récolte 57 % d'opinions favorables pour 214 critiques. Sur Metacritic, il obtient une note moyenne de 65⁄100 pour 37 critiques. En France, le site Allociné propose une note moyenne de 4⁄5 à partir de l'interprétation de critiques provenant de 21 titres de presse.

#### Belles images et anachronismes
Selon l'historien Jean Tulard, professeur à la Sorbonne et spécialiste de la Révolution, « c'est Versailles sauce Hollywood » (Le Figaro, 14 août 2010) : « Tournée dans le château, l'œuvre éblouit par un déploiement de perruques, d'éventails et de pâtisseries, une symphonie de couleurs, du rose bonbon au noir crépusculaire, une musique où Rameau côtoie les rythmes modernes, le tout masquant quelques erreurs grossières et des anachronismes volontaires. Kirsten Dunst campe une Marie-Antoinette mutine et espiègle. »
« Le film est bien loin de la réalité historique » avec une « Marie-Antoinette revue et corrigée par Hollywood » selon l'historienne et spécialiste de Marie-Antoinette, Évelyne Lever, que Sofia Coppola avait d'abord consultée : « Elle a ensuite fait son travail comme elle le souhaitait… et son œuvre est bien loin de la réalité historique. » « Sofia Coppola et moi, nous ne faisons pas le même métier. C'est une créatrice. Elle a sa propre vision de Marie-Antoinette. »

#### Un beau spectacle mais sans profondeur
Selon Score le film est « Un numéro spécial de Vogue consacré aux coulisses de Versailles. ». Évelyne Lever regrette l'insistance sur la frivolité des premières années de la reine et que le personnage ne suive aucune progression psychologique entre le début et la fin du film soit entre 1770 et 1789 : « la Marie-Antoinette du film est la même de 15 à 33 ans. », « Marie-Antoinette a été pendant plusieurs années une femme frivole, mais elle s'est transformée à Versailles et cela n'apparaît pas dans le film. C'est une Marie-Antoinette revue et corrigée par Hollywood. Dans la réalité elle ne passait pas son temps à manger des pâtisseries et à boire du champagne ! »
Si toutes les critiques sont unanimes à souligner la beauté des images de Versailles, plusieurs évoquent un film davantage axé « sur l'adolescence » et celles émanant d'historiens se recoupent sur l'incapacité de la réalisatrice à représenter des mentalités et un monde très éloignés de l'univers américain autrement que par des clichés, critique d'autant plus évidente notamment « en comparaison des autres films historiques tels que Barry Lyndon, La Nuit de Varennes, Les Liaisons dangereuses, La Folie du roi George… » Car selon elle, « les réalisateurs de ces films, eux, étaient imprégnés de la culture de l'époque qu'ils évoquaient. »

#### Virgin Suicidesinspire la vision de Versailles (Le Monde)
Une réflexion également faite par Le Monde qui parle d'un film « rêvé par une Miss Californie, où s'orchestrent des ragots de cour de récré » ainsi que « quelques clips », observation également faite par Paris Match selon lequel « la très audacieuse Sofia Coppola interprète l'Histoire avec une telle liberté qu'elle échappe à la pesanteur de la reconstitution pour nous offrir une expérience néoromantique réellement originale. »
Après la nuit d'amour avec Louis XVI, « dans le plan qui suit, on voit Kirsten Dunst sourire aux lèvres s’allonger dans l’herbe et faire ainsi écho à Virgin Suicide où elle était laissée seule sur la pelouse d’un stade après une nuit d’amour". Ce lien direct à son premier film est un indice, non pas de la modernité du sujet traité dans Marie-Antoinette, mais plutôt de sa proximité ».

« Entre nostalgie et gueule de bois, Marie-Antoinette est un regard posé sur cette jeunesse passée trop vite (comme une fête à Versailles), avec le douloureux sentiment d’avoir perdu le plus précieux. Et en repensant à cette scène de La Petite Princesse, le film pour midinettes d’Alfonso Cuaron, où la jeune Sara s’écrie que « toutes les filles sont des princesses » on se dit que le talent de Sofia Coppola est d’en faire des reines. »

— David Honnorat, http://www.findeseance.com/Tout-d-une-reine
« Kitsch et rococo » selon Le Monde qui dit de Sofia Coppola : « La cinéaste s'intéresse à l'émancipation de cette noble aux perruques décadentes à laquelle elle prête des aspirations de teenager. »

## Distinctions

### Récompenses
- Festival de Cannes 2006 : Prix de l'Éducation nationale 2006
- Las Vegas Film Critics Society Award des meilleurs costumes 2006 pour Milena Canonero
- Phoenix Film Critics Society Award des Meilleurs décors 2006 pour K. K. Barrett
- Phoenix film Critics Society Award des meilleurs costumes 2006 pour Milena Canonero
- Oscars 2007 : Oscar de la meilleure création de costumes pour Milena Canonero

### Nomination
- Festival de Cannes 2006 : En compétition pour la Palme d'or
- BAFTA 2007 :
  - Meilleurs décors
  - Meilleurs costumes
  - Meilleurs maquillages et coiffures

## Autour du film
- Lors d'une scène où se succèdent les paires de chaussures de Marie-Antoinette (créées par Manolo Blahnik), une paire de Converse est visible au second plan.
- Sofia Coppola a fait appel à Marc Meneau pour la confection de tous les gâteaux et pâtisseries du film[20], hormis les macarons fournis par Ladurée.
- Un plan du film s'inspire d'une image du photographe de mode Guy Bourdin (présente également dans le clip de Madonna Hollywood[21] réalisé par Jean-Baptiste Mondino).
- Jason Schwartzman, qui interprète Louis XVI, est le cousin de la réalisatrice Sofia Coppola.
- Louis XV aurait dû être interprété initialement par Alain Delon.
- Jean-Benoît Dunckel et Nicolas Godin, du groupe Air, apparaissent à deux reprises.
- De nombreuses personnalités de la mode sont présentes dont Victoire de Castellane.
- Les membres du groupe Phoenix apparaissent, jouant autour de Marie-Antoinette au Petit Trianon.